# Elida Tuinstra
Elida Katharina Tuinstra (Lemele, 26 oktober 1931 – Oegstgeest, 28 oktober 2021) was een Nederlands politica namens D66.
Tuinstra begon haar politieke loopbaan in 1970 als lid van de Provinciale Staten van Zuid-Holland, waar ze tot 1973 lid van bleef en fractievoorzitter was. Bij de Tweede Kamerverkiezingen 1977 was ze kandidaat-Tweede Kamerlid, en kwam uiteindelijk in de Kamer omdat Meta van Beek zich terugtrok. Tuinstra was in de Kamer vooral actief inzake justitie, volksgezondheid en emancipatie van de vrouw. Ook met haar strijd voor liberalisering van de abortus- en euthanasiewetgeving verwierf ze bekendheid.
In 1978 stemden zij en Ineke Lambers-Hacquebard als enigen van hun fractie tegen een motie over het afzien van de voorgenomen 3% reële groei van het defensiebudget. In 1980 ging ze, opnieuw samen met Kamerlid Lambers-Hacquebard, tegen haar fractie in door te stemmen vóór een motie van de PPR waarin om het stilleggen van de kerncentrales in Borssele en Dodewaard werd gevraagd. De motie werd alsnog verworpen. Ze bleef lid van de Tweede Kamer tot 1986.
In 1991 keerde ze terug naar de politiek, dit keer als lid van de Eerste Kamer. In de Eerste Kamer hield ze zich vooral bezig met volksgezondheid, onderwijs en cultuur, ofwel het mediabeleid. In 1994 behoorde ze tot de minderheid in haar fractie die voor het wetsvoorstel Wet verevening pensioenrechten bij alimentatie stemde. Tuinstra bleef lid van de Eerste Kamer tot 1999.
Sinds 29 april 1994 was Tuinstra ridder in de Orde van de Nederlandse Leeuw.
- Parlement.com: vg09lli5ymzl